# Les Horaces
ne doit pas à être confondu avec les Horaces légendaires de la Rome antique

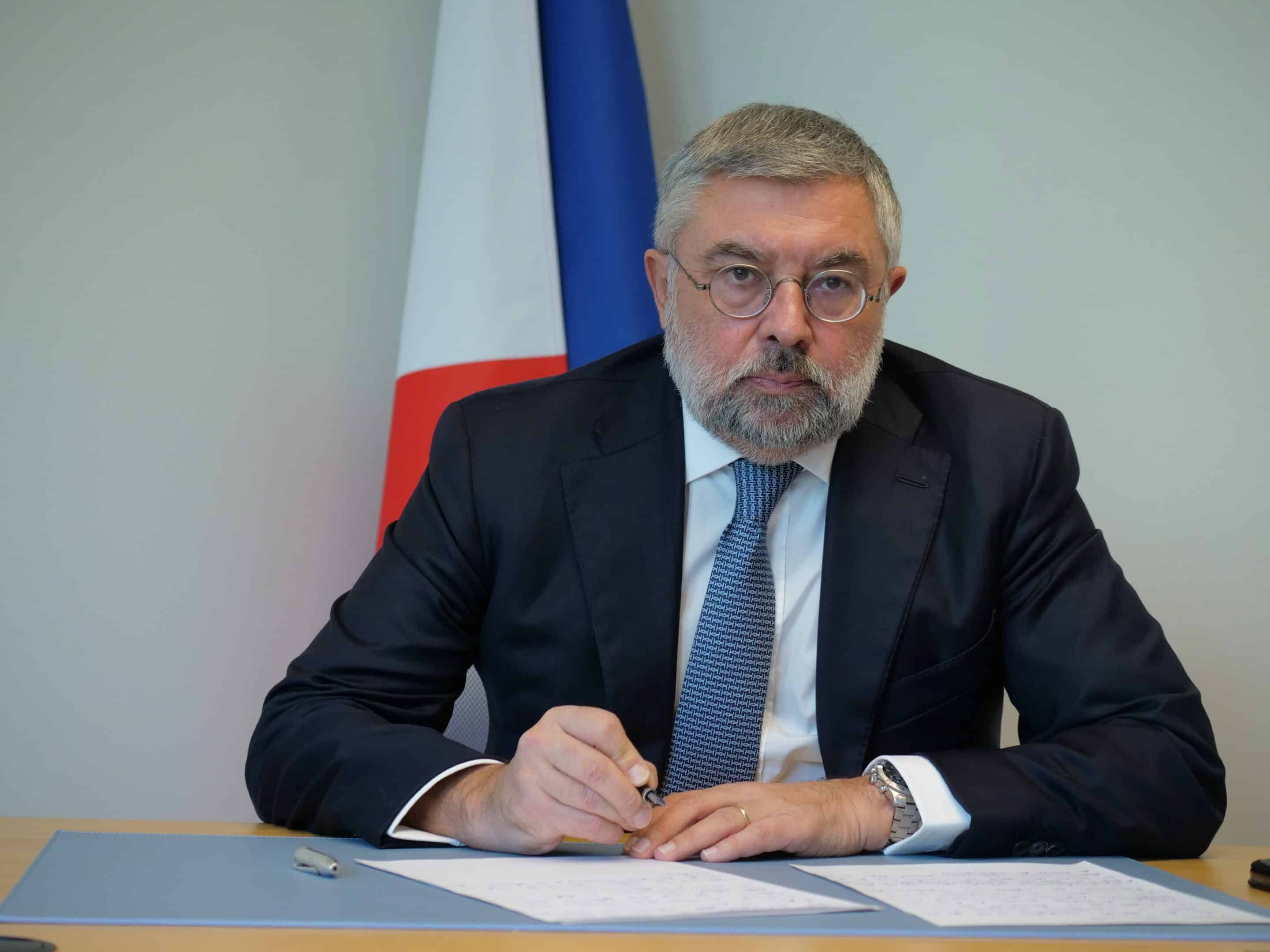
André Rougé, dirigeant des Horaces.

Les Horaces sont un cercle de réflexion d’extrême droite fondé en décembre 2015 et dirigé par André Rougé. Il est actif dans le soutien au Rassemblement national.
Il est composé principalement de hauts fonctionnaires, d'anciens membres de cabinets ministériels et de cadres de grandes entreprises.

## Historique
Les Horaces sont fondés en décembre 2015. Dirigés par André Rougé, ils comptent environ 38 membres et sont constitués de hauts fonctionnaires, d'anciens membres de cabinets ministériels et de cadres de grandes entreprises,. Avant de rejoindre Reconquête, Jean Messiha en est le porte-parole. Les autres membres sont anonymes afin d'éviter d'éventuelles répercussions professionnelles,,.
Lors de la campagne pour l'élection présidentielle de 2017, ils se réunissent mensuellement avec Marine Le Pen pour lui apporter des analyses techniques et des conseils sur divers sujets, notamment l'économie, la défense et la sécurité intérieure, afin de renforcer la crédibilité du Front national (FN) et de nourrir son programme,,.
Ils sont à l'origine de plusieurs initiatives politiques, telles que le « plan Le Pen pour les banlieues » aux propositions sécuritaires en 2018 et le « livre noir du coronavirus » en 2020.
Lors de la campagne du Rassemblement national pour l'élection présidentielle de 2022, Radio France internationale note que Les Horaces se réunissent désormais une à deux fois par semaine. L'identité d'un autre membre devient connue, celle de Jean-Paul Garraud.
Libération révèle l'identité de plusieurs autres membres en 2024.
Philippe Baccou, l'un des membres du « noyau dur » du Carrefour de l'horloge, appartient au groupe des Horaces. Il est l'un des principaux conseillers officieux de Marine Le Pen,.
En juin 2024, Le Canard enchaîné révèle l'appartenance, depuis au moins trois ans, de François Durvye, le bras droit de Pierre-Édouard Stérin, à ce cercle. Durant les élections européennes de 2024 en France, le 25e candidat sur la liste de Jordan Bardella, le haut fonctionnaire Pierre Pimpie, est également membre des Horaces.

## Analyse
Ce cercle de réflexion s'inscrit dans une stratégie du FN visant à s'entourer de notabilités et de spécialistes pour renforcer son image gouvernementale et sa capacité à diriger. Pour le politologue Jean-Yves Camus, « ce groupe est en contradiction avec le FN, un parti qui a toujours dénoncé les élites et dévalorisé les experts »,,. Le nom du cercle de réflexion s'inspire de la famille légendaire de la Rome antique s'étant sacrifiée pour la victoire de Rome contre les Curiaces. Selon Libération, les Horaces partagent ensemble « le fantasme d'une guerre civilisationnelle à venir ».

## Membres connus
- André Rougé ;
- Philippe Baccou ;
- François Durvye  (?)[9],[11] ;
- Jean-Paul Garraud ;
- Christophe Bay[11] ;
- Matthias Renault[11] ;
- Pascale Piera[11] ;
- Alexandre Varaut[11].

## Anciens membres
- Jean Messiha ;